# Ibituruna
Ibituruna là một đô thị thuộc bang Minas Gerais, Brasil. Đô thị này có diện tích 158,618 km², dân số năm 2007 là 2825 người, mật độ 18,2 người/km².